# Puiggalí
Puiggalí era una masia del municipi d'Olius inclosa en l'Inventari del Patrimoni Arquitectònic de Catalunya.

## Descripció
Era una masia de planta rectangular, teulada a dos vessants i orientada nord-sud. Tenia la façana principal al sud. Estva edificada, per la cara nord, damunt de la mateixa roca. Es va reconstruir al segle xviii, hi ha una llinda a la cara sud que portava la data de 1733. La façana principal, pertanyia a aquesta època, l'arc de la primitiva estàva tapiat i al damunt n'hi havia un altre fet de totxos. Tenia galeries d'arc de mig punt, cobertes en la façana. Els murs de la cara est i nord, eren de la primitiva construcció. Tenia planta baixa i dos pisos. La planta baixa tenia sòl de pedra i estava coberta amb volta de canó. El primer i segon pis tenien bigues de fusta al sostre.

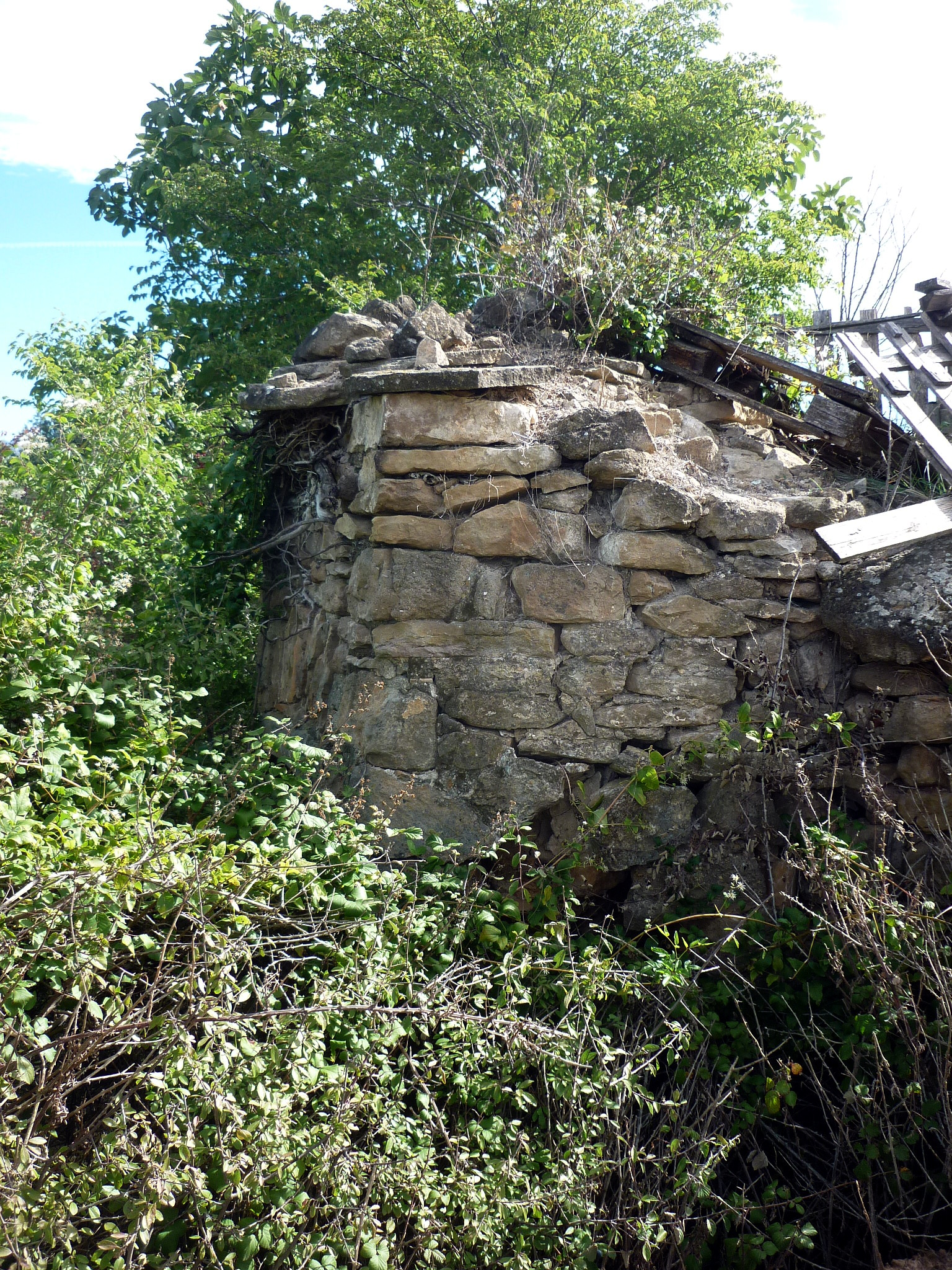
Vestigis d'un cobert

Al costat de la casa, hi havia un cobert aguantat per un pilar de pedra i porta d'arc de mig punt adovellada. Tenia parament de carreus irregulars i la part superior de fang. La masia, carreus irregulars, cantonades de pedra picada.

## Història
Es té notícies d'un Galí abans de l'any 1000. De la casa Puiggalí, es coneix l'existència des de l'any 1127. Berenguer de Puiggalí i el prepòsit Raimond del Monestir de Solsona, tenen l'any 1127, un dels molins de Calicambes. El 1397, Ramon Puiggalí era síndic d'Olius. El 1522, Pere Fàbregues, prevere i vicari d'Olius, arrendà per un any la parròquia, les terres i els alous a Ramón Vilar i al pagès Joan Ramon Puiggalí. Andreu Martorell, àlies Puiggalí, fou jurat del poble a mitjans del segle xvi.